# (21364) Lingpan
(21364) Lingpan (1997 HS12) – planetoida z pasa głównego asteroid okrążająca Słońce w ciągu 4,43 lat w średniej odległości 2,7 j.a. Odkryta 30 kwietnia 1997 roku.